# 필리프 센데로스
필리프 실뱅 센데로스(프랑스어: Philippe Sylvain Senderos, 1985년 2월 14일~)는 스위스의 은퇴한 축구 선수로, 포지션은 센터백이다.

## 생애
센데로스의 아버지는 스페인인이고 어머니는 세르비아인이지만 본인은 태어난 나라인 스위스 국가대표팀을 택했다. 그는 2002년 유럽 17세 이하 축구 선수권 대회에서 주장을 맡아 스위스의 깜짝 우승을 이끌었고, 맨체스터 유나이티드, 리버풀, 유벤투스, 인테르나치오날레, AC 밀란 등의 관심을 받았지만 아스널에 입단하였다. 그는 어린 나이에도 아스널의 주전 중앙 수비수로 활약할 정도로 뛰어난 능력을 갖추었으나, 기대만큼 성장하지 못한 모습을 보이면서 2008년 AC 밀란으로 임대를 떠나기도 하였다. 그는 2010년 에버턴에서 다시 임대생활을 한 뒤, 결국 시즌이 끝난 뒤 풀럼으로 이적하게 되었다.
그는 프랑스어, 스페인어, 영어, 이탈리아어, 독일어, 포르투갈어 등 6개 언어를 구사한다.
또한 자신의 조국인 스위스가 아르헨티나와 평가전을 갖게 된다는 소식을 듣자 평소에 친분이 있는 세스크 파브레가스를 통해 리오넬 메시의 유니폼을 획득하는 데에 성공했다.

## 경력
- 2002년 UEFA U-17 축구 선수권 대회 국가대표
- 2004년 UEFA U-21 챔피언십 국가대표
- 2005년 FIFA 세계 청소년 축구 선수권 대회 국가대표
- 2006년 FIFA 월드컵 국가대표
- UEFA 유로 2008 국가대표
- 2010년 FIFA 월드컵 국가대표
- 2014년 FIFA 월드컵 국가대표

## 수상

### 국가대표팀
스위스
- 2002년 UEFA U-17 축구 선수권 대회 우승

### 개인
- 2006년 스위스 올해의 선수상